# Shutup & Jam!
Shutup & Jam! es un álbum de estudio del guitarrista estadounidense Ted Nugent, lanzado el 7 de julio de 2014. El cantante y guitarrista Sammy Hagar (Van Halen, Montrose, Chickenfoot) hace una aparición estelar como vocalista en la canción "She's Gone".

## Lista de canciones
1. "Shutup&Jam!" - 2:55
2. "Fear Itself" - 4:41
3. "Everything Matters" - 3:21
4. "She's Gone (Con Sammy Hagar)" - 3:00
5. "Never Stop Believing" - 6:12
6. "I Still Believe" - 3:45
7. "I Love My BBQ" - 2:53
8. "Throttledown" - 2:54
9. "Do-Rags and a .45" - 2:14
10. "Screaming Eagles" - 2:54
11. "Semper Fi" - 2:30
12. "Trample the Weak Hurdle the Dead" - 3:30
13. "Never Stop Believing (Blues)" - 6:16

## Músicos
- Ted Nugent – voz, guitarra
- Derek St. Holmes – guitarra, voz
- Greg Smith – bajo
- Mick Brown – batería
- Johnny Bee Badanjek – batería
- Sammy Hagar – voz en "She's Gone"